# Молодилово (Владимирская область)
Молодилово — деревня в Петушинском районе Владимирской области, входит в состав Петушинского сельского поселения.

## География
Деревня расположена в 4 км на восток от райцентра города Петушки.

## История
В конце XIX — начале XX века деревня входила в состав Липенской волость Покровского уезда Владимирской губернии, с 1921 года — в составе Орехово-Зуевского уезда Московской губернии. В 1859 году в деревне числилось 45 дворов, в 1905 году — 34 дворов, в 1926 году — 81 дворов.
С 1929 года деревня являлась центром Молодиловского сельсовета Петушинского района Московской области, с 1939 года — в составе Петушинского сельсовета, с 1944 года — в составе Владимирской области, с 2005 года — в составе Петушинского сельского поселения.

## Население
| 1859 | 1905 | 1926 | 2002 | 2010 | 2021 |
| ---- | ---- | ---- | ---- | ---- | ---- |
| 346  | ↘339 | ↗405 | ↘90  | ↘83  | ↘64  |